# Centro cultural Juan Rulfo
El Centro Cultural Juan Rulfo, conocido también como Casa de Cultura Mixcoac, está ubicado en la Alcaldía Benito Juárez, colonia Mixcoac en la Ciudad de México. En este espacio se ofrecen distintas actividades culturales como de ballet clásico, de salón, guitarra, karate, piano, pintura de tacto al óleo, tango, canto, fotografía, yoga, zumba, presentaciones de libros, programas de difusión cultural, pintura y escultura. El edificio data del siglo XX y conserva el estilo arquitectónico porfirista original.

## Historia
El edificio data del siglo XX y fue construido por órdenes del presidente oaxaqueño Porfirio Díaz como su casa de descanso. Debido a la Revolución Mexicana fue terminada en el año de 1912; Sin embargo, no fue ocupada hasta tiempo más tarde. Los elementos que más destacan de la construcción son: la fachada que fue construida por la Compañía Italiana y el mural realizado por Othon Eppens. Posterior al gobierno de Porfirio Díaz, se pensó que se ocupara como la prefectura política y municipal de Mixcoac, lo cual cumplió un tiempo, pero finalmente fue utilizado como despacho de Merced Gómez. Tiempo después. se estableció el primer Ayuntamiento y fue sede de la entonces Delegación Benito Juárez. En 1979, Francisco Othon Eppens pintó el mural Nuestras raíces culturales: la génesis y evolución de México, presididas por el símbolo de la sabiduría Quetzalcóatl, este ocupa gran parte de las paredes de la entrada principal del centro.

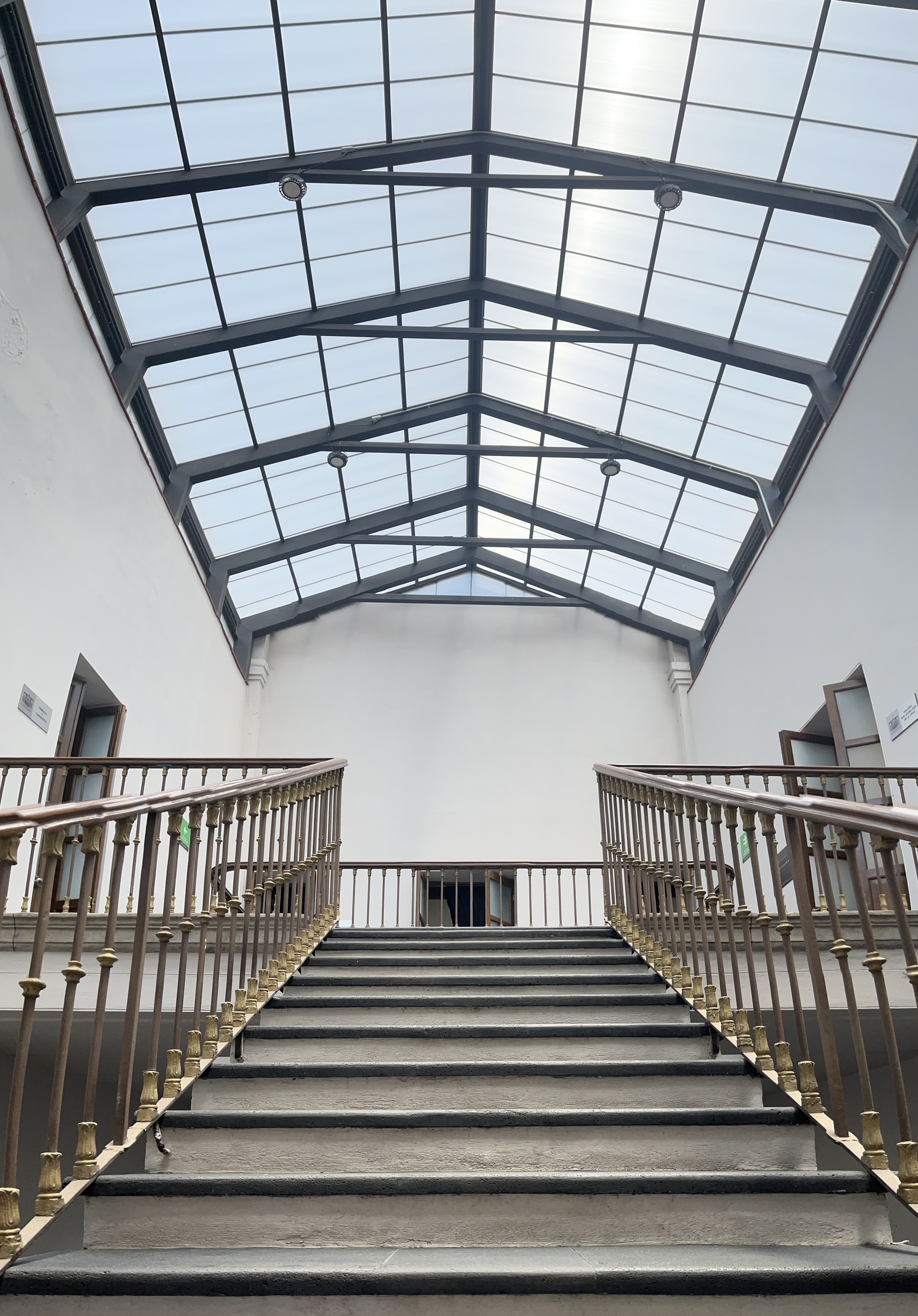
Escaleras al interior del Centro Cultural Juan Rulfo

El recinto fue inaugurado como Centro Cultural en 1975 por el expresidente José López Portillo y el delegado Lic. Arturo Llorente González, es un espacio cultural, de recreación, deporte y esparcimiento en el que se llevan a cabo distintos talleres. Para 1986 fue rebautizado como Centro Cultural Juan Rulfo y es considerado como el primero en la Ciudad de México. Actualmente es coordinado por Adriana Martínez Nicasio. El edificio, además de ser reconocido tanto por su labor cultural (en la actualidad) como también porque en él se llevaron a cabo los juicios de José de León y Toral y Madre Conchita por el asesinato del expresidente y revolucionario Álvaro Obregón.
La gran polémica que se generó en su momento se debió al nombre con el que se le rebautizó. Tras la muerte de Juan Rulfo en 1986, este espacio cultural tomó su nombre. Esta cuestión estuvo a discusión debido a que uno de los personajes más importantes que vivió en Mixcoac fue Octavio Paz. Los medios de comunicación y personajes famosos del momento criticaron que el centro no fuera nombrado  Centro Cultural Octavio Paz, inclusive ninguna calle en Mixcoac lleva su nombre. El gran dilema es que esto se hizo tras la muerte de Rulfo, mientras que Paz seguía con vida. El periódico "El informador" explica que el escritor mexicano, seguramente, se molestó por el hecho. En el mismo periódico se dijo que: “Hay tantas delegaciones y colonias, pero fueron a escoger la de Mixcoac. Lo hicieron para fastidiar a Octavio Paz. Lógicamente se enojó”.

## Interior

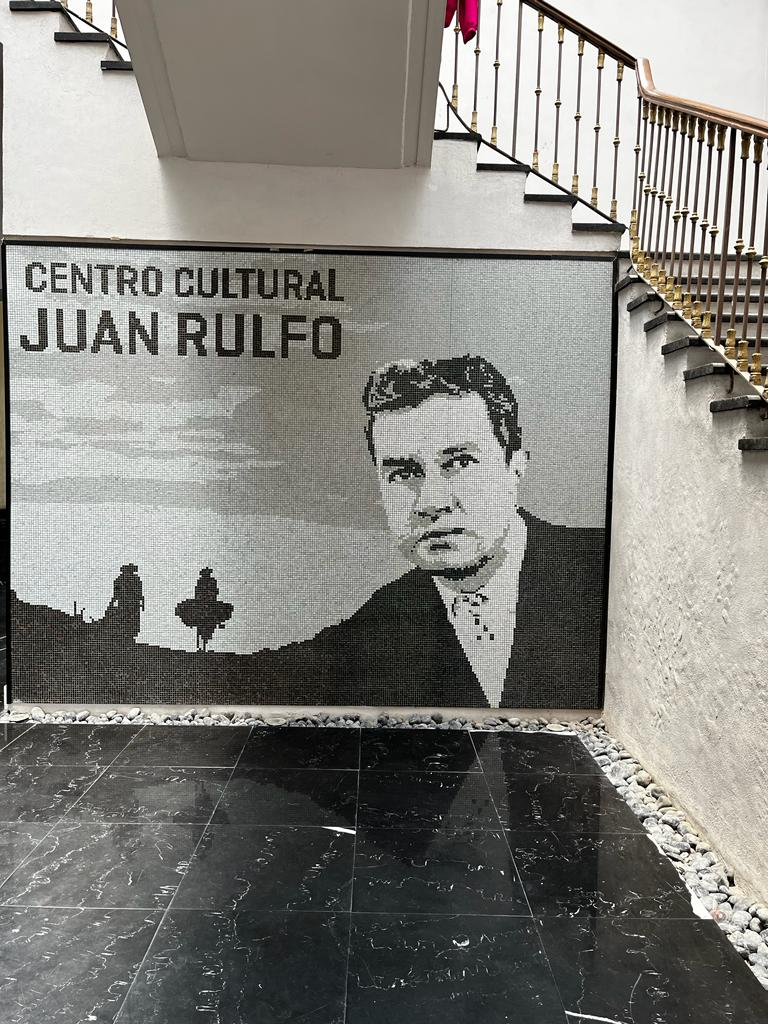
Pintura interior en el Centro Cultural Juan Rulfo

El espacio está dividido en cuatro espacios: La Galería Sor Juana, la Galería José Chávez Morado, el Auditorio Emma Godoy y un Salones de usos múltiples. También cuenta con siete salones, un patio (el cual tiene modificaciones y agregados), cocina, mobiliario y utensilios para que se puedan llevar a cabo los diferentes talleres que se imparten. Las exposiciones son temporales y se dividen entre las dos galerías. El patio es característico por su combinación de distintos elementos culturales mexicanos. En primer lugar, se encuentra una estatua del escritor Juan Rulfo realizada por Ramírez Ponzanelli, la cual se encuentra sentada en una banca. En segundo lugar, una fuente con acabados y estatuas prehispánicas. En tercer lugar, una réplica de la famosa pieza maya "Chacmool”.

## Mural

Mural Nuestras raíces culturales la génesis y evolución de México presididas por el símbolo de la sabiduría Quetzalcóatl por Francisco Othon Eppens

La despampanante entrada luce el mural Nuestras raíces culturales: la génesis y evolución de México, presididas por el símbolo de la sabiduría Quetzalcóatl de Francisco Othon Eppens. Esta pieza introduce al visitante a un ambiente más cercano con el arte, sobre todo, tomando en cuenta que la intención de la obra es representar la herencia cultural de México, pues la diversidad es uno de los puntos fundamentales del centro. El autor de la obra destaca que la identidad y la herencia son esenciales para el proceso de integración y desarrollo.
La lectura de la imagen se debe realizar de derecha a izquierda, siendo Quetzalcóatl aquel que dirige el discurso de la obra. Por un lado, en la pared derecha se representa al pasado prehispánico. Para ello, hace uso de una mezcla de elementos de distintas culturas prehispánicas, tales como la olmeca, la teotihuacana, la mexica, entre muchas otras, además de elementos como el maíz y los basamentos piramidales. Por otro lado, el lado izquierdo representa el legado del periodo virreinal y la influencia occidental; para ello, el autor coloca elementos como las iglesias, las torres de los castillos, números, letras, un personaje sin rostro que parece ser alguien perteneciente a la iglesia católica, caballos y elementos grecorromanos. Al centro una síntesis de ambos mundos en los que prevalece la serpiente emplumada, el escudo nacional (la escena del águila real devorando una serpiente), un castillo y templos prehispánicos. Todo ello se mezcla para que en medio quede la entrada y puedas asociar la herencia del pasado mexicano al trabajar, exponer o vivir la experiencia del centro cultural.

## Remodelación

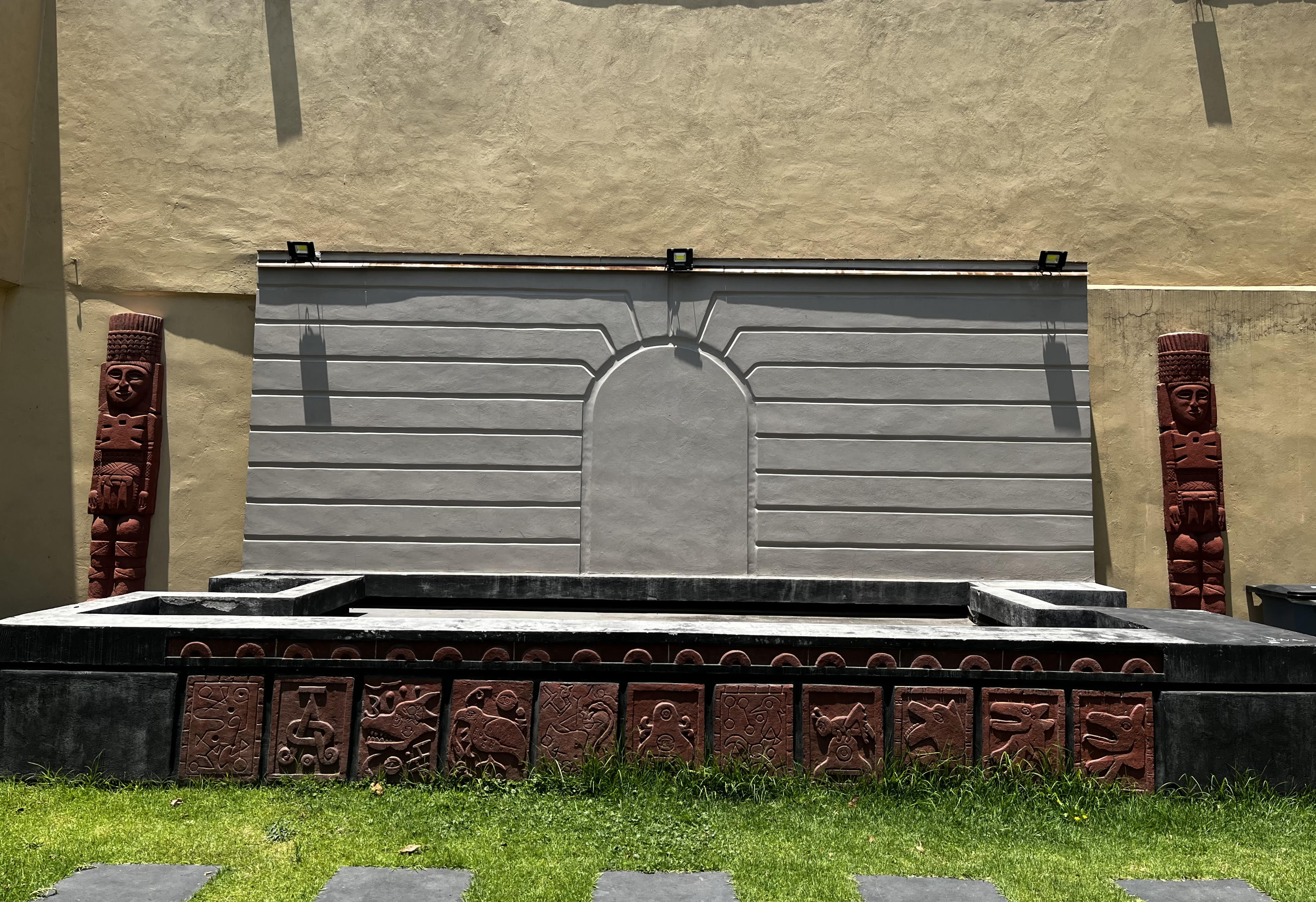
Vista del Patio del Centro Cultural Juan Rulfo

A partir de diciembre de 2019 el edificio en el que se encuentra el Centro Cultural Juan Rulfo comenzó un proceso de remodelación, al igual que otros 14 centros. Finalmente, fue reinaugurado en 2020;sin embargo, solo operó un par de meses debido a la pandemia. El objetivo fue que los vecinos y visitantes pudieran disfrutar de espectáculos en un recinto de primer nivel; pensando que entre 2019 a 2020, el Centro Cultural Juan Rulfo benefició a más de 82 mil asistentes para disfrutar de eventos de primera clase. Este proyecto de reconstrucción fue llevado a cabo por el alcalde Santiago Taboada Cortina.